# Elden Ring
Elden Ring (エルデンリング, Eruden Ringu) é um jogo eletrônico de RPG de ação em terceira pessoa, desenvolvido pela FromSoftware e publicado pela Bandai Namco Entertainment. O jogo é um projeto colaborativo entre o diretor Hidetaka Miyazaki e o romancista de fantasia George R. R. Martin. Foi lançado em 25 de fevereiro de 2022 para Microsoft Windows, PlayStation 4, PlayStation 5, Xbox One e Xbox Series X/S. Uma versão para o console Nintendo Switch 2 está programada para ser lançada em 2025.
Em Elden Ring os jogadores percorrem livremente pelo mundo aberto interativo, onde os elementos de jogabilidade incluem combate, com vários tipos de armas e feitiços mágicos, passeios a cavalo e crafting.
O jogo eletrônico foi aclamado pela crítica, com elogios sendo direcionados à sua jogabilidade e ao projeto de mundo aberto. O jogo vendeu mais de 17,5 milhões de cópias ao redor do mundo até o fim de setembro de 2022. Elden Ring ganhou o Golden Joystick Award como melhor jogo do ano em 2022 e o The Game Awards na mesma categoria também em 2022 (incluindo outros três prêmios).

## Jogabilidade
Elden Ring é um jogo eletrônico de RPG de ação, jogado de uma perspectiva em terceira pessoa e apresenta elementos semelhantes aos encontrados em seus antecessores, a série Souls, além de Bloodborne e Sekiro: Shadows Die Twice, com uma jogabilidade focada em combate e exploração. O diretor Hidetaka Miyazaki explicou que os jogadores começam em um ambiente linear, mas eventualmente progridem para explorar livremente as Terras Intermédias, incluindo suas seis áreas principais, bem como castelos, fortalezas e catacumbas espalhadas pelo vasto mapa de mundo aberto. Essas áreas principais são interconectadas através de um ponto central no qual os jogadores podem acessar mais tarde conforme progridem no jogo — semelhante ao Santuário do Enlace de Fogo de Dark Souls — e serão exploráveis usando a montaria do personagem como o principal meio de transporte, embora um sistema de viagem rápida seja uma opção disponível. Ao longo do jogo, os jogadores encontram personagens não-jogáveis (NPCs) e inimigos, incluindo os semideuses que governam cada área principal e servirão como os chefes principais do jogo.
O combate em Elden Ring depende muito de elementos de construção de personagens encontrados em títulos anteriores da série Souls e propriedades intelectuais relacionadas, como combate corpo a corpo calculado e de curto alcance com o uso de habilidades e magias, bem como mecânicas de bloqueio e esquiva. Elden Ring apresenta um combate montado e um sistema de furtividade, sendo este último um elemento central da jogabilidade de Sekiro; esses recursos fazem com que o jogador seja encorajado na estratégia de sua abordagem de combate com cada inimigo único que encontrar. O jogo faz uso de uma barra de resistência do personagem do jogador, depois de estar ausente em Sekiro, embora sua influência geral sobre o combate tenha sido reduzida em comparação com títulos anteriores que o utilizaram. Ao contrário de Sekiro, a mecânica de ressurreição após a morte no jogo não está disponível; no entanto, alguns elementos foram adicionados para garantir a progressão dos jogadores.
Miyazaki afirmou que a personalização em Elden Ring seria mais rica, pois os jogadores podem descobrir diferentes habilidades através da exploração do mapa, em vez de desbloquear árvores de habilidades como em Sekiro e diferir das habilidades de armas pré-fixadas dos jogos anteriores da FromSoftware. Essas habilidades são intercambiáveis com uma grande variedade de armas que, juntamente com equipamentos, habilidades mágicas e itens que os jogadores podem criar usando materiais encontrados no mundo, podem ser usados para personalizar o personagem do jogador. O jogo também conta com uma mecânica de convocação, onde os jogadores podem convocar uma grande variedade de espíritos colecionáveis escondidos em todo o mapa do mundo do jogo, incluindo inimigos derrotados anteriormente, como aliados para ajudá-los na batalha. Semelhante à série Souls, o multijogador do jogo permite que outros jogadores sejam convocados para um modo cooperativo.

## Premissa
Elden Ring ocorre no reino das Terras Intermédias, algum tempo após a destruição do Anel Prístino e a dispersão de seus fragmentos, as Grandes Runas. Uma vez agraciado pelo anel e o Erdtree que simboliza sua presença, o reino agora é governado pela descendência semideusa da Rainha Marika, a Eterna, cada um possuindo um fragmento do anel que os corrompe e os mancha com poder. Como um "Maculado" — um exilado das Terras Intermédias e que perdeu a graça do anel e convocado de volta após a Fragmentação — o jogador deve atravessar o reino para encontrar todas as Grandes Runas, restaurar o Anel Prístino e se tornar o Lorde Prístino.

## Desenvolvimento
Elden Ring foi desenvolvido pela FromSoftware e publicado pela Bandai Namco Entertainment. Foi anunciado na E3 2019 para Microsoft Windows, PlayStation 4 e Xbox One. Nenhuma informação adicional foi revelada até que um trailer de junho de 2021 anunciou uma data de lançamento para 21 de janeiro de 2022, com lançamentos adicionais para PlayStation 5 e Xbox Series X/S. Em outubro de 2021, foi anunciado que o jogo seria adiado para 25 de fevereiro de 2022.
Elden Ring foi dirigido por Hidetaka Miyazaki com a construção de mundo sendo realizada pelo romancista de fantasia George R. R. Martin, mais conhecido por sua série de romances A Song of Ice and Fire. Um fã do trabalho de Martin, Miyazaki o contatou com uma oferta para trabalhar juntos em um projeto, dando-lhe a liberdade criativa para escrever a história abrangente do universo do jogo. Miyazaki usou suas contribuições como base para a narrativa do título, comparando o processo ao de usar um "manual do mestre de masmorras em um RPG de Mesa". Alguns funcionários da série de televisão Game of Thrones, uma adaptação de A Game of Thrones de A Song of Ice and Fire, também ajudaram no desenvolvimento do jogo. Tal como acontece com muitos dos jogos anteriores de Miyazaki, a história não é claramente explicada aos jogadores, pois a FromSoftware pretende que eles a interpretem por si mesmos através de flavor texts e diálogos opcionais com personagens não-jogáveis (NPCs). Miyazaki esperava que as contribuições de Martin produzissem uma narrativa mais acessível do que os jogos anteriores do estúdio.
A produção começou no início de 2017 após o lançamento de The Ringed City, um conteúdo para download para Dark Souls III, e foi desenvolvido ao lado de Sekiro. Tal como acontece com os jogos da série Souls, os jogadores possuem a capacidade de criar seu próprio personagem personalizado em vez de usar um protagonista fixo. Miyazaki também considerou Elden Ring como uma "evolução [mais] natural" para a série Souls, apresentando um mundo aberto com novas mecânicas de jogo, como passeios a cavalo. Ao contrário de muitos outros jogos de mundo aberto, Elden Ring não apresenta cidades povoadas com NPCs, com o mundo possuindo inúmeras ruínas semelhantes a masmorras em seu lugar. Miyazaki citou o trabalho de Fumito Ueda em Shadow of the Colossus (2005) como uma influência que "o inspirou a criar" Elden Ring, ao mesmo tempo em que foi inspirado pelo "escopo e liberdade de jogo" de The Legend of Zelda: Breath of the Wild (2017). A trilha sonora foi composta por Yuka Kitamura, que compôs para muitos dos jogos anteriores de Miyazaki.
Em Fevereiro de 2023 uma expansão chamada Shadow of the Erdtree foi anunciada. Um trailer para a expansão foi lançado no dia 21 de Fevereiro de 2024, anunciando o lançamento para 21 de Junho de 2024.

## Recepção
Elden Ring recebeu "aclamação universal" de acordo com o agregador de resenhas Metacritic. O jogo está entre os mais bem avaliados de 2022. Na Twitch, atraiu quase 900 000 espectadores em 24 horas após o seu lançamento, tornando-se a terceira maior estreia na Twitch de todos os tempos, depois de Lost Ark e Cyberpunk 2077.
A Eurogamer elogiou o level design do mundo, afirmando que "[o cenário] parece meticulosamente feito à mão; cantos escuros escondem segredos solitários e contos esquecidos ricamente tecidos na tapeçaria do próprio mundo, através da narrativa ambiental". O The Guardian elogiou o senso de exploração presente no jogo, escrevendo: "[Há] um profundo sentimento de admiração e emoção sempre que você encontra uma boca de caverna em algum litoral afastado que leva a um labirinto de bugigangas". A GamesRadar+ gostou das mudanças que Elden Ring fez na fórmula Soulslike: "Arcos e flechas não são mais ruins, o que foi uma boa surpresa, as atualizações de armas foram um pouco simplificadas... e há o poder de convocar NPCs úteis gastando mana. A Destructoid sentiu que a história foi melhor contada do que nos jogos anteriores da franquia Souls: "Gostei do esforço de reunir mais conhecimento através de ruínas textuais, pois é muito mais fácil juntar as coisas que estão realmente no jogo, e não em uma entrevista ou numa wiki". Enquanto criticava o mapa do jogo por não transmitir corretamente as mudanças de altura, a Ars Technica gostou do cavalo do jogador, Torrente: "Não só o Torrente torna as viagens de longas distâncias mais rápidas e menos tediosas do que simplesmente correr, mas a montaria também vem com um incrivelmente salto duplo satisfatório que adiciona alguns desafios de plataforma bem-vindos e exploração vertical".
A Polygon gostou de como o título deu aos jogadores mais opções de combate, mas ainda manteve um senso de desafio intacto: "O conjunto de ferramentas de Elden Ring para se tornar mais capaz contra probabilidades assustadoras é profundo e impressionantemente variado — mas não me tornou um deus". A IGN elogiou a falta de marcadores de objetivos em Elden Ring, mas sentiu que o jogo deveria ter algum tipo de registro de missão ou diário para anotar os tópicos da trama: "Torna-se muito fácil esquecer certos tópicos da trama e acidentalmente deixá-los sem solução no final". Enquanto apreciava os aspectos do mundo aberto, a Game Informer destacou o level design das masmorras: "As Masmorras Legadas são lendárias, muitas vezes conectando-se ao exterior a partir de vários pontos. Essas extensões com curadoria são um sonho para dissecar, e Elden Ring geralmente oferece diferentes maneiras de explorar essas áreas". A PCGamesN sentiu que as melhorias na interface do usuário tornaram o jogo muito mais acessível: "Sua ficha de personagem é clara sobre quais são seus pontos fortes e fracos, as descrições dos itens não são desnecessariamente obscurecidas com trechos de conhecimento esotérico e instruções do tutorial explicam todas as mecânicas principais do jogo".
A versão de Windows do jogo foi criticada por possuir problemas de taxa de quadros, como "engasgos e lentidão bizarra", com a Digital Foundry descobrindo que o porte "possui problemas variados que afetarão todas as configurações de hardware em todas as predefinições de configurações gráficas". A Bandai Namco prometeu um patch futuro que resolveria esses problemas. O lançamento na Steam recebeu críticas mistas no dia do lançamento devido a esses problemas, com 60% de críticas positivas.

### Vendas
Elden Ring vendeu 12 milhões de cópias em todo o mundo em 18 dias após seu lançamento, com um milhão apenas no Japão. Ele vendeu 13,4 milhões de cópias em todo o mundo até o final de março de 2022, e mais de 16,6 milhões 
de unidades até o final de julho de 2022. A versão para Windows atraiu 734 000 jogadores simultâneos na Steam minutos após seu lançamento, superando Dark Souls III e Sekiro, e se tornando o maior lançamento da FromSoftware no serviço. Ele liderou a tabela de vendas semanais da Steam após o lançamento, com várias edições do jogo ocupando quatro posições entre os cinco primeiros: os três primeiros lugares e o número cinco. Em 7 de março de 2022, atingiu um pico de 953 000 jogadores simultâneos na Steam, classificando-o entre os mais altos da plataforma em sua história.
Foi o jogo de varejo mais vendido no Japão durante sua primeira semana de lançamento, com 278 507 unidades físicas vendidas naquela semana; a versão de PlayStation 4 ficou em primeiro lugar com 188 490 cópias vendidas, enquanto que a versão de PlayStation 5 ficou em segundo lugar com 90 017 cópias comercializadas. Após sua primeira semana de lançamento, foi o segundo jogo mais vendido do mês em fevereiro de 2022, abaixo de Pokémon Legends: Arceus.
Nos Estados Unidos, Elden Ring estreou como o jogo mais vendido de fevereiro de 2022 e, de forma mais geral, o jogo mais vendido do início de 2022. Apesar de ter sido lançado na última semana de fevereiro, teve a segunda maior venda no mês de lançamento nos Estados Unidos de qualquer jogo lançado nos doze meses anteriores, perdendo apenas para Call of Duty: Vanguard em novembro de 2021. Suas fortes vendas na semana de lançamento impulsionaram Elden Ring a se tornar o quinto jogo mais vendido dos últimos doze meses.
No Reino Unido, Elden Ring estreou no topo do gráfico de vendas físicas, com vendas na semana de lançamento superando Dark Souls III, tornando-se o maior lançamento no Reino Unido para um jogo Soulslike e o terceiro maior lançamento físico do início de 2022, depois de Pokémon Legends: Arceus e Horizon Forbidden West. Com as vendas digitais incluídas, Elden Ring teve o maior lançamento no Reino Unido no início de 2022, com vendas na semana de lançamento 2,5 vezes maiores que Horizon: Forbidden West na semana anterior. Elden Ring também teve o maior lançamento no Reino Unido fora das franquias FIFA e Call of Duty desde Red Dead Redemption 2 em 2018. Após sua primeira semana de lançamento, Elden Ring liderou a parada mensal do Reino Unido em fevereiro de 2022, vendendo duas vezes mais que o segundo colocado Horizon Forbidden West naquele mês. Elden Ring tornou-se o IP estreante mais vendido no Reino Unido desde Tom Clancy's The Division em 2016. Na Espanha, Elden Ring atingiu 60 500 cópias físicas vendidas durante sua semana de lançamento, tornando-se o maior lançamento de um jogo da FromSoftware na região.

Após eventos que fizeram o jogo voltar a atenção do publico, como a volta de lives e o entusiamo para a DLC Shadow of the Erdtree , o jogo atingiu a incrivel marca de 25 milhões de downloads pelo mundo, ou até mais, tais numeros ainda não são publicos, sendo o mais recente 23 milhões em fevereiro de 2024. 

### Prêmios e indicações
| Ano  | Premiação                   | Categoria                  | Resultado | Ref.          |
| ---- | --------------------------- | -------------------------- | --------- | ------------- |
| 2020 | Golden Joystick Awards 2020 | Jogo Mais Procurado        | Indicado  | [ 61 ]        |
| 2020 | The Game Awards 2020        | Jogo Mais Aguardado        | Venceu    | [ 62 ]        |
| 2021 | Golden Joystick Awards 2021 | Jogo Mais Procurado        | Venceu    | [ 63 ]        |
| 2021 | The Game Awards 2021        | Jogo Mais Aguardado        | Venceu    | [ 62 ]        |
| 2022 | Japan Game Awards           | O Grande Prêmio            | Venceu    | [ 64 ]        |
| 2022 | Japan Game Awards           | Prêmio por Excelência      | Venceu    | [ 64 ]        |
| 2022 | Golden Joystick Awards      | Jogo do Ano                | Venceu    | [ 65 ]        |
| 2022 | Golden Joystick Awards      | Jogo de PlayStation do Ano | Indicado  | [ 65 ]        |
| 2022 | Golden Joystick Awards      | Melhor Design Visual       | Venceu    | [ 65 ]        |
| 2022 | Golden Joystick Awards      | Melhor Jogo Multiplayer    | Venceu    | [ 65 ]        |
| 2022 | Golden Joystick Awards      | Escolha da Crítica         | Venceu    | [ 65 ]        |
| 2022 | The Game Awards 2022        | Jogo do Ano                | Venceu    | [ 66 ] [ 67 ] |
| 2022 | The Game Awards 2022        | Melhor Direção de Jogo     | Venceu    | [ 66 ] [ 67 ] |
| 2022 | The Game Awards 2022        | Melhor Narrativa           | Indicado  | [ 66 ] [ 67 ] |
| 2022 | The Game Awards 2022        | Melhor Direção de Arte     | Venceu    | [ 66 ] [ 67 ] |
| 2022 | The Game Awards 2022        | Melhor Trilha Sonora       | Indicado  | [ 66 ] [ 67 ] |
| 2022 | The Game Awards 2022        | Melhor Design de Áudio     | Indicado  | [ 66 ] [ 67 ] |
| 2022 | The Game Awards 2022        | Melhor Jogo de RPG         | Venceu    | [ 66 ] [ 67 ] |
| 2022 | Brazil Game Awards          | Jogo do Ano                | Venceu    | [ 68 ]        |
| 2022 | Brazil Game Awards          | Melhor Jogo Original       | Venceu    | [ 68 ]        |
| 2022 | Brazil Game Awards          | Melhor Jogo de RPG         | Venceu    | [ 68 ]        |
| 2022 | Brazil Game Awards          | Melhor Trilha Sonora       | Indicado  | [ 68 ]        |
| 2023 | The Nebula Awards           | Melhor Jogo Escrito        | Venceu    | [ 69 ]        |